# Open innovatie
Open innovatie is de praktijk van bedrijven om innovatieve ideeën met anderen uit te wisselen, bijvoorbeeld door processen of uitvindingen (zoals in de vorm van octrooien) met bedrijven of andere betrokkenen te verhandelen.

## Beschrijving
Achterliggend idee van open innovatie is dat bedrijven, in een wereld van wijdverbreide kennis, niet langer volledig kunnen vertrouwen op hun eigen onderzoek.
Daartegenover zouden zij eigen uitvindingen die zij niet gebruiken naar buiten moeten brengen (bijvoorbeeld met behulp van. licenties, joint ventures, spin-offs).
De beweging naar open innovatie breekt met de gangbare praktijk die (van weeromstuit) gesloten innovatie (closed innovation) genoemd wordt.
Al met al kan het gezien worden als een voortzetting van de trend naar concentratie op kerncompetenties.
De term open innovatie is afkomstig van de Universiteit van Berkeley, uitgedragen door Henry Chesbrough, professor en executive director aan het Center for Open Innovation aldaar. De wetenschappelijke definitie van open innovatie luidt als volgt: "Het combineren van interne en externe bronnen voor zowel de ontwikkeling als het op de markt brengen van nieuwe technologieën en producten."
Het concept is gerelateerd aan (maar wel te onderscheiden van) user innovation, cumulative innovation en distributed innovation.
Als enkele bedrijven die met open innovatie pionieren worden Procter & Gamble, Innovation Exchange, NineSigma, InnoCentive, yet2.com en IBM genoemd.

## Geschiedenis
Voor de Tweede Wereldoorlog werd gesloten innovatie het paradigma bij de meeste bedrijven. De meeste innoverende bedrijven hielden hun ontdekkingen geheim en deden geen pogingen om informatie van buiten hun R&D labs te integreren. Recentelijk is er echter grote voortgang in technologie en samenleving gemaakt die de verspreiding van informatie mogelijk maakt, zoals de voortgang in elektronische communicatiesystemen waaronder het internet.
Vandaag de dag kan informatie zo gemakkelijk overgedragen worden dat het onmogelijk lijkt om dat tegen te houden. En omdat bedrijven dit fenomeen toch niet kunnen stoppen, gaat het open innovatie-model ervan uit dat zij er beter aan doen om te leren er hun voordeel mee te doen.
Het is daarbij aan het business model van de onderneming om te bepalen welke externe informatie binnen te halen, en welke naar buiten te brengen.

## Logica gesloten innovatie
Eind 19e eeuw is de 2e industriële revolutie in volle gang en zien we de opkomst van grote industriële ondernemingen. Deze zien zich geconfronteerd met een aantal problemen wat betreft innovatie van nieuwe producten en diensten. Er is een gebrek aan goed geschoold personeel, er is niet zo veel durfkapitaal beschikbaar, externe afzetmogelijkheden van eigen ideeën zijn beperkt, en de kwaliteit van toeleveranciers is kwalitatief en kwantitatief onvoldoende. Verder was veel kennis domweg nog niet ontwikkeld en/of voorhanden. Veel bedrijven reageerde hierop door het in eigen huis ontwikkelen van alles wat nodig was om het eigen product te kunnen ontwikkelen, produceren en verkopen. De ondernemingen worden sterk verticaal geïntegreerd. (Voorbeelden hiervan zijn Rank Xerox dat zelfs kopieerpapier produceerde en Ford met zijn eigen rubberplantages).

## Logica open innovatie
De krachten die de logica achter gesloten innovatie vormden zijn in de loop van de decennia verwaterd of zelfs verdwenen. De scholing van werknemers is enorm toegenomen, evenals de mobiliteit van werknemers. Ook is de externe kennis enorm toegenomen en is deze ook veel beter toegankelijk. In combinatie met een enorme toename van de kwaliteit en kwantiteit van leverancier en de beschikbaarheid van durfkapitaal brokkelde de logica van de gesloten en verticaal geïntegreerde onderneming af. Open Innovatie gaat uit van de gedachte dat externe kennis ingebracht moet worden in het innovatieproces, maar ook dat interne kennis via een ander business model dan de eigen gecommercialiseerd kan worden. Een goede implementatie van open innovatie rekent af met het zogenaamde Not Invented Here syndroom en het Not Sold Here syndroom.
Bedrijven realiseren zich dat hoe groot ze ook zijn, de meeste kennis zich buiten het eigen bedrijf bevindt. Niet alle kennis bevindt zich immers binnen de eigen organisatie.

### Gevolgen voor R&D
De toepassing van de beginselen van open innovatie heeft ook grote consequenties voor de werkwijze van de interne R&D afdelingen. gebruikmaken van externe kennis impliceert immers een bepaald absorptievermogen van kennis. Een belangrijke taak is het onderkennen welke technologie nog ontbreekt en hoe dit eventueel extern is in te vullen. (Zie ook de tabel hieronder).

## Open source vs. open innovatie
Open source en open innovatie verschillen in hun benadering van octrooikwesties, maar zij sluiten elkaar niet uit. Deelnemende bedrijven kunnen namelijk hun octrooien doneren aan een onafhankelijke organisatie, ze in een gemeenschappelijke pool onderbrengen of aan iedereen onbegrensd gebruik toestaan. Vandaar dat sommige open source initiatieven onder beide concepten te vatten zijn.
Dit is bijvoorbeeld het geval voor IBM dat haar Eclipse-platform naar voren schuift als een voorbeeld van open innovatie, waar concurrerende bedrijven uitgenodigd worden om binnen een open innovatie netwerk samen te werken.

## Onderscheid tussen traditionele en open innovatie
Voor open innovatie is een andere mentaliteit en bedrijfscultuur nodig dan voor traditionele of gesloten innovatie.
| Gesloten innovatie principes                                                                          | Open innovatie principes |
| --- | --- |
| De deskundigen in ons werkterrein werken voor ons.                                                    | Niet alle deskundigen in ons werkterrein werken voor ons. We moeten werken met deskundigen binnen en buiten onze organisatie.                                               |
| Om van R&D te profiteren moeten we het zelf ontdekken, ontwikkelen, en leveren.                       | Externe R&D kan betekenisvolle waarde creëren; interne R&D is nodig om ons deel van die waarde op te kunnen eisen.                                                          |
| Als we iets zelf ontdekken kunnen we het als eerste op de markt brengen.                              | We hoeven het oorspronkelijk onderzoek niet zelf te doen om ervan te kunnen profiteren.                                                                                     |
| Het bedrijf dat als eerste op de markt is met een innovatie zal winnen.                               | Een beter business model is beter dan als eerste op de markt zijn. |
| Als we de meeste en de beste ideeën van de industrie voortbrengen zullen we winnen.                   | Als we het best gebruik weten te maken van interne en externe ideeën zullen we winnen.                                                                                      |
| We moeten ons innovatieproces afschermen zodat onze concurrentie niet van onze ideeën kan profiteren. | We zouden moeten profiteren van andermans gebruik van ons innovatieproces, en we zouden andermans intellectueel eigendom moeten kopen als dat onze business voordeel geeft. |

Bron: Van de Vrande & Rochemont (2006)